# Swami Vivekananda
Swami Vivekananda (em bengali:  স্বামী বিবেকানন্দ, Shami Bibekānondoⓘ; em hindi:  स्वामी विवेकानन्द (12 de Janeiro de 1863 – 4 de Julho de 1902), nascido Narendranath Dutta (em bengali:  নরেন্দ্রনাথ দত্ত) foi o principal discípulo do místico do século XIX Sri Ramakrishna Paramahamsa e fundador da Ordem Ramakrishna. É considerado uma figura-chave na introdução do Vedanta e do Yoga no Ocidente, sobretudo na Europa e América. É também creditado pelo crescimento da consciência inter-religiosa, trazendo o hinduísmo para o status de uma das principais religiões do mundo a partir do final do século XIX. Vivekananda é considerado uma força maior no reflorescimento do Hinduísmo na Índia moderna. É muito conhecido por seu inspirador discurso, iniciado com "irmãs e irmãos da América", no Parlamento das Religiões do Mundo, em Chicago, 1893.
Os pais do Swami tiveram influência em seu pensamento — o pai por sua mente racional; a mãe por seu temperamento religioso. Narendranath, desde a infância mostrara inclinação para a espiritualidade e realização Divina. Enquanto procurava por alguém que pudesse lhe mostrar diretamente a realidade de Deus, veio a conhecer Sri Ramakrishna, tornando-se seu discípulo. Como seu Guru, Ramakrishna ensinou-lhe Advaita Vedanta (não-dualismo) e que todas as religiões são verdadeiras; também mostrou-lhe que o serviço ao homem era a forma mais efetiva de adorar a Deus. Depois da morte de seu Guru, Vivekananda tornou-se monge errante, caminhando pelo subcontinente indiano e vendo, face a face, a condição indiana. 
Mais tarde navegou para Chicago e representou a Índia como delegado no Parlamento das Religiões do Mundo. Orador eloquente que era, Vivekananda foi convidado a diversos fóruns nos EUA e falou em diversas universidades e clubes. Ele conduziu centenas de aulas e palestras, públicas e privadas, disseminando a Vedanta e a Yoga na América, Inglaterra e em alguns outros países na Europa. Também estabeleceu as "Vedanta Societies" (Sociedades de Vedanta) nos EUA e na Inglaterra. Mais tarde partiu de volta para Índia e, em 1897, fundou a Ordem Ramakrishna, com suas duas organizações irmãs, a Ramakrishna Mission, com trabalhos filantrópicos e outra, Ramakrishna Math, a comunidade monástica. Ambas adotam como lema a autorrealização e o serviço ao mundo.

## Biografia

### Nascimento e Infância
Swami Vivekananda nasceu em Shimla Pally, Calcutá, em 12 de Janeiro de 1863, durante o festival Makara Sankranti, em uma tradicional família Kayastha, e recebeu o nome Narendranath Dutta. Seu pai, Vishwanath Dutta era advogado e tinha um posto na Alta Corte de Calcutá. Era visto como generoso e tinha uma visão progressiva em questões sociais e religiosas. Sua Mãe Bhuvaneshwari Devi era piedosa e havia praticado austeridades e orado a Vireshwar, o Shiva de Varanasi, para dar-lhe um filho. De acordo com o relato, teve um sonho em que Shiva levantou-se de sua meditação e disse que lhe daria um filho.
O pensamento e a personalidade de Narendranath foram influenciados por seus pais — a mãe por seu temperamento religioso e o pai por sua mente racional. Da sua mãe ele aprendeu a força do auto controle. Um dos dizeres de sua mãe que Narendra muito citava nos últimos anos deste era: "Permanece puro por toda sua vida; guarda tua honra e nunca transgrida a honra de outros. Sê muito tranquilo, mas quando necessário, endureça o coração". Relata-se que era adepto da meditação e podia entrar no estado de samadhi. Do mesmo modo diz-se que ele via uma luz enquanto caia no sono e também que tivera uma visão de Buddha durante sua meditação. Na infância, tinha grande fascinação por monges e ascetas errantes.
Narendranath tinha saberes variados, uma ampla gama de conhecimentos em filosofia, religião, história, ciências sociais, entre outros temas. Demonstrou também muito interesse nas Escrituras: Vedas, Upanishades, Bhagavad Gita, Ramayana, Mahabharata e Puranas. Era também versado em música clássica, tanto vocal como instrumental e, diz-se, passou por treinamento junto a dois Ustads — título honorífico a músicos reconhecidos, na Índia — Beni Gupta and Ahamad Khan. Desde a infância ele teve um ativo interesse em esportes, exercícios físicos e outras atividades organizacionais. Mesmo quando novo, questionou a validade de costumes supersticiosos, como a discriminação de casta. Recusou-se a aceitar qualquer coisa sem prova racional e teste pragmático.
Quando, em 1877, seu pai mudou-se para Raipur, por dois anos, Narendranath, com sua família, deslocou-se também para lá. Nesta época não havia boas escolas em Raipur, então ele passou seu tempo junto a seu pai e puderam discutir assuntos espirituais. Narendranath aprendeu Hindi em Raipur e, pela primeira vez, a questão sobre a existência de Deus surgiu em sua mente. É dito que neste período de sua vida teve uma experiência de êxtase espiritual. A família retornou a Calcutá em 1879; acredita-se, no entanto, que aqueles foram dois anos decisivos em sua vida. Raipur é algumas vezes considerado como o "local de nascimento" de Swami Vivekananda.

### Colégio e Brahmo Samaj
Narendranath começou sua educação em casa mesmo e, mais tarde, integrou a "Metropolitann Institution" de Ishwar Chandra Vidyasagar em 1871 e, em 1879, passou no exame de entrada para o Presidency College, de Calcutá, ficando por um curto período e logo depois mudando-se para General Assembly's Institution. Ao longo do curso estudou a lógica e filosofia ocidental, além de história das nações européias. Em 1881 ele passou no exame de "Fine Arts", ingressando em seu bacharelado, e em 1884 foi graduado como Bacharel de Artes. Narendranath estudou os escritos de David Hume, Immanuel Kant, Johann Gottlieb Fichte, Baruch Spinoza, Georg W. F. Hegel, Arthur Schopenhauer, Auguste Comte, Herbert Spencer, John Stuart Mill, e Charles Darwin. Narendra tornou-se fascinado com o evolucionismo de Herbert Spencer, e traduziu seu livro "On Education" para o Bengali para Gurudas Chattopadhyaya, seu editor. Narendra chegou a se corresponder com Herbert Spencer por algum tempo.
Ao lado com seus estudos dos filósofos ocidentais, ele teve um contato profundo com as escrituras indianas em Sânscrito e com muitos trabalhos em Bengali. De acordo com seus professores, o estudante Narendranath era um prodígio. Dr. William Hastie, diretor do "Scottish Church College", faculdade onde ele estudou de 1881 a 1884, escreveu, "Narendra é de fato um gênio. Eu viajei por toda a parte mas nunca travei contato um rapaz com tantos talentos e possibilidades, nem mesmo nas universidades alemãs, entre os estudantes de filosofia". Ele era tido como um srutidhara — um homem de prodigiosa memória. Depois de discutir com Narendranath, Dr. Mahendralal Sarkar teria dito, "Eu nunca poderia imaginar que um rapaz tão jovem teria lido tanto!" Narendranath tornou-se membro de um grupo que se originou de uma dissidência com Brahmo Samaj, um influente movimento religioso na Índia. Suas crenças iniciais foram modeladas pelos conceitos do Brahmo Samaj, que incluíam a crença em um Deus sem forma e a desaprovação da adoração de ídolos.
Não satisfeito com seu conhecimento filosófico, ele se indagava se Deus e religião poderiam fazer parte das experiências de crescimento do homem e ser profundamente internalizadas. Narendra começou a perguntar às pessoas eminentes de Calcutá se estas haviam visto Deus face a face. Com nenhuma delas conseguiu respostas que satisfizessem sua profunda inquietação a respeito do tema. Tomou conhecimento de Ramakrishna em uma aula de literatura na "General Assembly's Institution", quando ele ouviu o Reverendo W. Hastie abordando um poema de William Wordsworth — chamado "The Excursion" (A Excursão) — e a natureza mística do poeta. Enquanto explicava a palavra transe no poema, Hastie disse a seus estudantes que, se estes desejavam conhecer o seu real significado, deveriam ir a Ramakrishna, de Dakshineswar. Isso instigou alguns de seus estudantes, incluindo Narendranath a visitar Ramakrishna.

### Com Sri Ramakrishna
"O toque mágico do Mestre naquele dia imediatamente trouxe uma maravilhosa mudança em minha mente. Eu fiquei pasmo por descobrir que de fato não havia nada no mundo a não ser Deus!... Tudo que eu via mostrava-se como Brahman... Eu percebi que deveria ter tido um vislumbre do estado de Advaita. Então fiquei perplexo de saber que as palavras das escrituras não eram falsas. Desde então eu não poderia negar as conclusões da filosofia de Advaita."

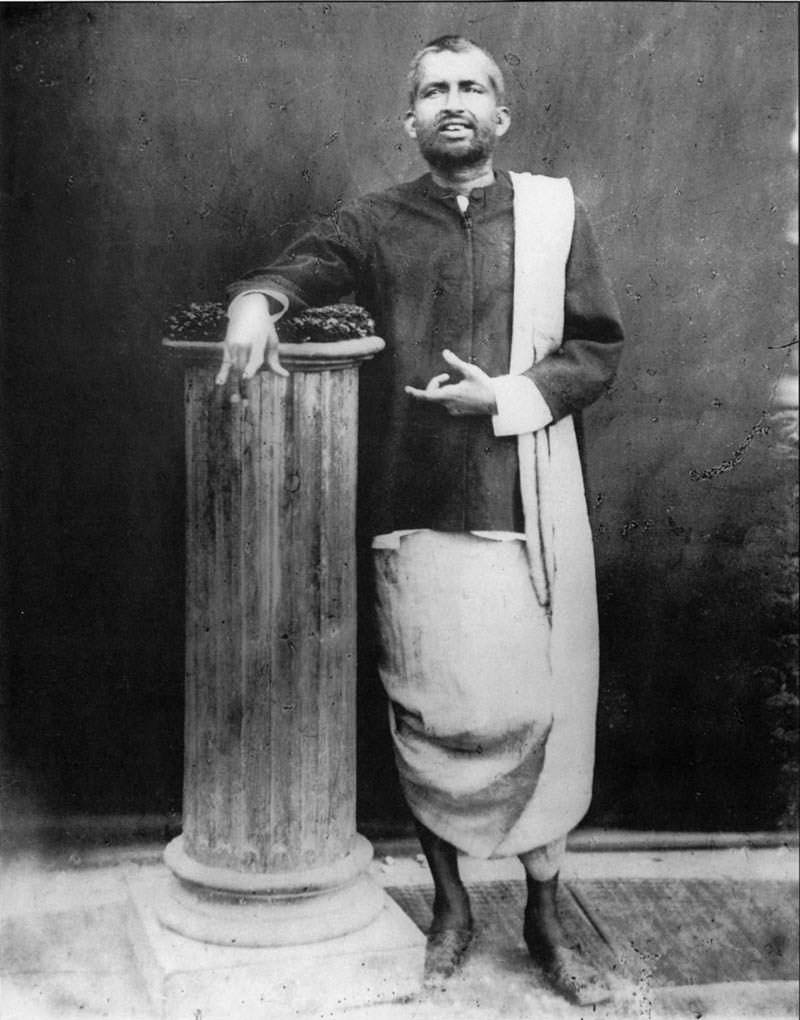
Ramakrishna Paramahamsa.

Seu encontro com Ramakrishna em Novembro de 1881 mostrou-se um momento decisivo em sua vida. Sobre este dia, Narendranath relatou: "Ele, [Ramakrishna], parecia um homem comum, sem nada de extraordinário. Ele usava a mais simples linguagem e pensei: 'Pode este homem ser um grande professor?' — Eu me movi em sua direção e perguntei-lhe a questão que estivera fazendo a outros por toda a minha vida: ‘Você acredita em Deus, senhor?’ ‘Sim', ele respondeu. ‘Pode provar isto, senhor?’ ‘Sim.’ ‘Como?’ ‘Porque eu O vejo assim como vejo você, só que muito mais intensamente.’ Isto me impressionou na hora. (…) Eu comecei a ir àquele homem, dia após dia, e, de fato, vi que religião poderia ser dada. Um toque, um olhar, pode mudar toda uma vida". Mesmo que Narendra não tenha aceito Ramakrishna como seu Guru inicialmente e tenha se colocado contra suas idéias, ele foi atraído por sua personalidade e o visitava frequentemente. Inicialmente olhava para os seus êxtases e visões como "mera imaginação", como "mera alucinação".
Como membro do Brahmo Samaj, ele se revoltava contra a adoração de ídolos e o politeísmo, e a adoração de Ramakrishna a Kali. Ele, inclusive, não aceitava a ideia de Advaita Vedanta de identidade com o Absoluto, tratando-a como blasfêmia e loucura, fazendo, muitas vezes, graça com o conceito Embora de início Narendra não pudesse aceitar Ramakrishna e suas visões, ele não podia negá-las também. Sempre fora a natureza de Narendra testar algo duramente antes que pudesse aceitá-lo. Ele testou Ramakrishna, que nunca pediu a Narendra para abandonar sua racionalidade, e encarou todos os argumentos e testes de Narendra com paciência — "Tente ver a verdade de todos os ângulos" era sua resposta.
Ao longo dos 5 anos de treinamento junto a Ramakrishna, Narendra foi transformado em um homem maduro, pronto a renunciar a tudo pela realização divina. No decorrer do tempo, Narendra aceitou Ramakrishna como seu Guru, e quando isto se deu, sua aceitação foi de todo coração e com completa entrega como discípulo. Influenciado por sua educação inglesa, antes não conseguia aceitar que um homem pudesse ser de fato um Guru, mas sim um professor de assuntos espirituais. Em 1885, Ramakrishna sofreu de um câncer na garganta e mudou-se para Calcutá. Mais tarde foi para Cossipore. Narendra e seus irmãos discípulos cuidaram de Ramakrishna nos dias finais (de seu corpo). A educação espiritual sob tutela de Ramakrishna, portanto, continuou lá. Em Cossipore, relata-se que Narendra teve uma experiência de Nirvikalpa Samadhi, um dos mais elevados estados alcançados em meditação. 
Nos últimos dias de Ramakrishna, Vivekananda e alguns outros discípulos receberam a roupa ocre, característica dos monges Hindus, e vieram a formar a primeira ordem monástica de Ramakrishna. Vivekananda foi ensinado que servir ao homem é a forma mais efetiva de servir a Deus. Relata-se que quando Vivekananda duvidou do fato de Ramakrishna ser um avatar, este teria lhe dito: "Aquele que foi Rama, Aquele que foi Krishna, Ele mesmo agora é Ramakrishna neste corpo". Nos seus últimos dias Ramakrishna pediu a Vivekananda que tomasse conta dos outros discípulos monásticos; a estes, por sua vez, pediu que tomassem Vivekananda como seu líder. A condição de Ramakrishna piorou gradualmente e ele deixou o corpo no começo da manhã de 16 de agosto de 1886, entrando em Mahasamadhi.

### Monastério de Baranagar
Depois da partida de seu mestre, os discípulos monásticos liderados por Vivekananda se organizaram em uma casa em Baranagar, perto do rio Ganges, com ajuda financeira dos discípulos chefes de família. Isto acabou se tornando o primeiro monastério dos discípulos que constituíram a Ordem Ramakrishna. A casa, que estava em más condições, foi escolhida devido ao baixo aluguel e proximidade com o local onde Ramakrishna foi cremado. Narendra e os outros membros da Ordem frequentemente passavam seu tempo em meditação, discussões sobre diferentes filosofias e ensinamentos dos professores espirituais, incluindo Ramakrishna, Adi Shankara, Ramanuja, e Jesus Cristo. Foi da seguinte forma que Narendra lembrou dos primeiros dias no monastério: "Nós nos submetemos a uma intensa prática espiritual na Ordem de Baranagore. Costumávamos acordar às 03h00 e ficar absorvidos em japa e meditação. Quão forte era o espírito de desapego que tínhamos naqueles dias! Nós não tínhamos pensamentos mesmo sobre se o mundo existia ou não". No início de 1887, Narendra e oito outros discípulos tomaram votos monásticos formais. Narendra tomou o nome de Swami Vivekananda. Mais tarde foi coroado com o nome Vivekananda por Ajith Singh, o Maharaja de Khetri.

### ”Parivrâjaka” — Vida de monge errante
Em 1888, Vivekananda deixou o monastério como um Parivrâjaka — a vida religiosa de um monge errante Hindú. "Sem residência fixa, sem laços que o prenda, independente e desconhecido em qualquer lugar onde for". Suas únicas posses eram um kamandalu (pote de água), um bastão e seus dois livros favoritos — Bhagavad Gita e A Imitação de Cristo. Narendranath viajou por toda a Índia por 5 anos, visitando importantes centros de aprendizado, familiarizando-se com diversas tradições religiosas e diferentes modos de vida. Ele desenvolveu uma compaixão pelo sofrimento e pobreza das massas e tomou a firme determinação de elevar a nação. Vivendo sobretudo em Bhiksha ou esmolas, Narendranath viajou a maior parte a pé e com tickets de trem comprados por seus admiradores, conhecidos ao longo das viagens. Durante estas viagens ele travou contato e ficou com estudiosos, Dewans, Rajas e pessoas de todos os caminhos — Hindús, Muçulmanos, Cristãos, Párias e oficiais do governo.

#### Norte da India
Em 1888, ele iniciou sua jornada em Varanasi. Lá conheceu o pandit e escritor Bengali Bhudev Mukhopadhyay e Trailanga Swami, famoso santo que vivia em um templo de Shiva. Lá ele também conheceu Babu Pramadadas Mitra, notável erudito de sânscrito, para quem o Swami escreveu diversas cartas pedindo seu conselho na interpretação das escrituras hindús. Depois de Varanasi ele visitou Ayodhya, Lucknow, Agra, Vrindaban, Hathras e Rishikesh. Em Hathras ele conheceu Sharat Chadra Gupta, o gerente de estação de trem, que mais tarde se tornou um de seus primeiros discípulos, vindo a se chamar "Sadananda".
Entre 1888-1890, ele visitou Vaidyanath, Allahabad. De Allahabad, ele visitou Ghazipur, local em que conheceu Pavhari Baba, um Asceta da Advaita Vedanta que passou a maior parte de seu tempo em meditação. Entre 1888-1890, ele retornou à Ordem em Baranagore poucas vezes devido a problemas de saúde e para conseguir fundos quando Balaram Bose e Suresh Chandra Mitra, os discípulos de Sri Ramakrishna que subsidiavam a Ordem, tinham deixado seus corpos.

#### Os Himalayas
Em Junho de 1890, acompanhado por seu irmão discípulo, Swami Akhandananda, ele continuou sua jornada como um monge errante e retornou à Ordem apenas depois de sua visita ao Ocidente. Ele visitou Nainital, Almora, Srinagar, Dehradun, Rishikesh, Haridwar e os Himalayas. Afirma-se que nesta viagem ele teve um visão marcante do Macrocosmo e o Microcosmo, que parecem estar refletidas nas suas palestras sobre Jnana Yoga que deu no Ocidente, intituladas "The Cosmos". Ao longo destas viagens, ele encontrou alguns de seus irmãos discípulos — Swami Brahmananda, Saradananda, Turiyananda, Akhandananda e Advaitananda. Eles ficaram em Meerut por alguns dias, passando seu tempo em meditação, oração e estudo das escrituras. No fim de Janeiro de 1891, Vivekananda deixou seus irmãos monges e jornou para Delhi sozinho.

#### Rajputana
Em Delhi, depois de visitar locais históricos, ele viajou para Alwar, na histórica região de Rajputana. Mais tarde ele rumou para Jaipur, onde estudou uma das primeiras gramáticas conhecidas do sânscrito, o Ashtadhyaya de Panini, com um estudioso. Em seguida foi para Ajmer, onde visitou o palácio de Akbar e o famoso Dargah e saiu em direção Monte Abu. Lá ele conheceu o Maharaja Alit Singh de Khetri, que se tornou um entusiástico devoto seu e patrocinador. Ele foi convidado para Khetri, onde proferiu discursos para o Raja. Em Khetri, ele também se familiarizou com o Pandit Narayandas, e estudou o Mahabhashya, que é o comentário de algumas regras selecionadas da Gramática Sânscrita de Panini. Depois de dois meses e meio em Khetri, perto do fim de outubro de 1891, ele foi em direção ao Rajastão Maharastra.

#### Índia Ocidental
Continuando suas viagens, ele visitou Ahmedabad, Wadhwan, Limbdi. Em Ahmadabed ele completou seus estudos das tradições muçulmanas e jainistas. Em Limbdi ele encontrou Thakore Sahed Jaswant Singh que havia, ele mesmo, estado na Inglaterra e América. De Thakore Sageb, o Swami teve primeiramente a ideia de ir para o Ocidente para pregar a Vedanta. Ele mais tarde visitou Jaganath, Girnar, Kutchm Portbander, Dwaraka, Palitana e Baroda. Em Portbander ele ficou três quartos de um ano para aperfeiçoar seus estudos em filosofia e sânscrito com pandits versados; ele trabalhou com um pandit da corte que traduziu os Vedas. Ele mais tarde viajou para Mahabaleshwar e então para Pune. De lá ele visitou Khandwa e Indore, próximo a junho de 1882. Em Kathiawar ele ouviu a respeito do Parlamento das Religiões do Mundo e foi instado por seus seguidores de lá a participar deste. 
Ele deixou Khandwa para Bombaim e chegou lá em julho de 1892. Em um trem para Pune ele conheceu Bal Gangadhar Tilak. Depois de ficar com Tilak por poucos dias em Poona, o Swami viajou para Belgão em outubro de 1892. Segundo Romain Rolland (2008, p. 25): "Tilak, o famoso líder político Hindu o tomou primeiramente por um monge errante de pequena importância e começou a ser irônico; então, pego por suas respostas, que revelavam uma mente poderosa e conhecimento, ele o recebeu em sua casa por dez dias sem nunca conhecer o seu verdadeiro nome. Foi apenas depois, quando os jornais trouxeram da América os ecos do triunfo de Vivekananda e a descrição do conquistador, que ele reconheceu o hóspede anônimo que havia habitado sob seu teto". Em Belgão ele foi hóspede do professor G.F. Bhate e o oficial de floresta da subdivisão, Haripada Mitra. De lá, ele visitou Panjim e Margao em Goa. Ele passou três dias no seminário no Rachol Seminary, o mais velho colégio-convento de teologia em Goa, onde uma rara literatura religiosa em manuscritos e trabalhos imprimidos em latim estão preservados. Afirma-se que lá ele estudou importantes trabalhos da teologia cristã. De Margao o Swami foi de trem para Dharwar, e de lá foi diretamente para Bangalore, em Mysore State.

#### Sul da Índia
Em Bangalore, o Swami conheceu Sir K. Seshadri Iyer, o Dewan de Estado de Mysore e, depois, ficou no palácio como hóspede do Maharaja do Chamaraja Wodeyar. Tendo conhecimento do profundo saber do Swami, Sir Seshadri teria dito: "uma personalidade magnética e uma força divina que estava destinada a deixar a sua marca na história deste país". O Maharaja forneceu ao Swami uma carta de introdução para o Dewan de Cochi e deu a ele um bilhete de trem.

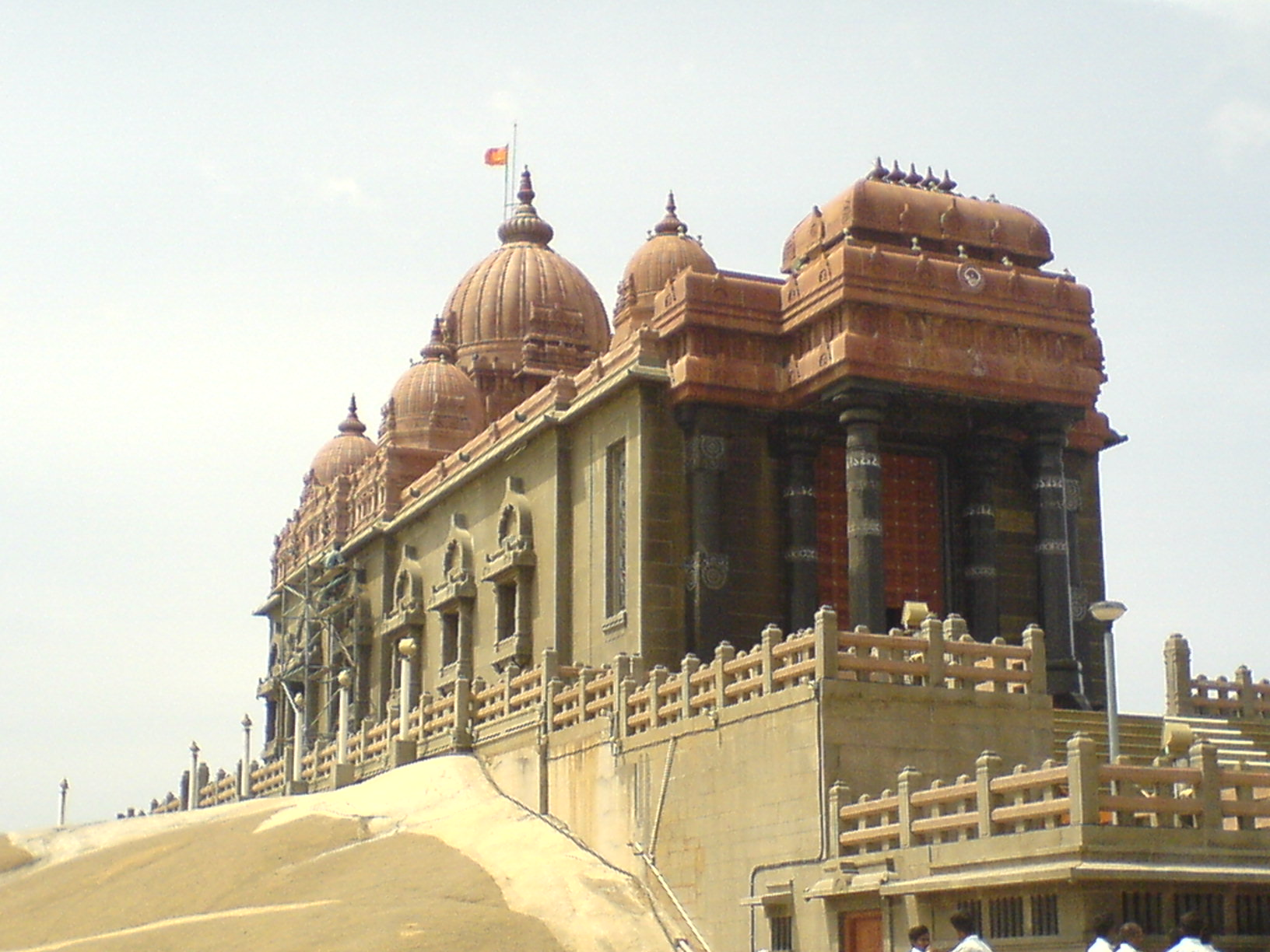
Vivekananda Rock Memorial em Kanyakumari, India.

De Bangalore ele visitou Trichur, Kodungallor, Ernakulam. Neste último local ele conheceu Chattampi Swamikal no início de dezembro de 1892, que, junto a seu contemporâneo de Sri Narayana Guru, teve importante papel na reforma da sociedade indiana, fortemente ritualista e impregnada de uma opressão por castas. De Ernakulam, ele viajou para Trivandrum, Nagercoil e chegou a Karayakumari a pé, na véspera do Natal de 1892. Em Kanyakumari, diz-se que o Swami meditou no "último pedaço de rocha indiana" por três dias, local em que mais tarde ficou conhecido como Vivekananda Rock Memorial. Em Kanyakumari, Vivekananda teve a "visão de uma única Índia", comumente conhecida como “A resolução de Kanyakumari de 1892”.
De Kanyakumari ele visitou Madurai, onde conheceu o Raja de Romnad, Bhaskara Setupati, para quem ele tinha uma carta de introdução. O Raja se tornou discípulo do Swami e urgiu a este que fosse ao Parlamento das Religiões de Chicago. De Madurai ele visitou Rameshwaram, Pondicherry, seguiu para Madras, onde conheceu alguns de seus mais devotados discípulos, como Alasinga Perumal, G. G. Narasimhachari, que teve importante papel na coleta de fundos para a viagem do Swami à América e, mais tarde, no estabelecimento da Missão Ramakrishna em Madras. De Madras ele viajou para Hyderabad. Com a ajuda dos fundos coletados por seus discípulos de Madras e Rajas de Mysore, Ramnad, Khetri, Dewans e outros seguidores, Vivekananda embarcou para Chicago, saindo de Bombaim em 31 de maio de 1893 e assumindo o nome Vivekananda — nome sugerido pelo Maharaja de Khetri.

### Visita ao Japão
No seu caminho para Chicago, Vivekananda visitou o Japão em 1893. Ele primeiro chegou à cidade portuária de Nagasaki e, então, subiu a bordo de um navio com direção a Kobe. De lá ele foi por terra para Yokohama, visitando no caminho as três grandes cidades de Osaka, Quioto e Tóquio. Ele chamou os japoneses de "um dos povos mais limpos da Terra". Ficou impressionado não apenas com a limpeza de suas ruas e moradias como também por seus movimentos, atitudes e gestos, todos os quais ele considerou pitorescos. Aquele foi um período de rápido crescimento militar no Japão — um prelúdio para a guerra Sino-Japonesa. Isso não escapou à atenção de Vivekananda, que escreveu — "Os japoneses parecem agora ter acordado para as necessidades dos tempos atuais. Eles têm agora um exército altamente organizado, equipado com armas que um de seus próprios oficiais inventou e que, é dito, não ficam atrás de nenhuma outra. Inclusive estão continuamente aumentando sua marinha". Sobre o progresso industrial ele observou: "As fábricas de correspondência são simplesmente um espetáculo e eles estão dispostos a fazer tudo aquilo que eles precisam no seu próprio país". Contrastando com a situação suportada na Índia, ele instou seus compatriotas — o "fruto de séculos de superstição e tirania" — a sair de suas tocas estreitas e olhar amplamente — "Eu só quero que muitos de nossos jovens façam uma visita ao Japão e à China todo os anos. Especialmente para os japoneses, a Índia é ainda a terra dos sonhos de tudo aquilo que é alto e bom. E vocês, o que são vocês? … dizendo tolices toda a vida, vãos faladores, o que são vocês? Venham, vejam estas pessoas, e então partam e escondam suas faces em vergonha. Uma raça de velhos sem força, vocês perdem suas castas se vocês saem! Sentados por centenas de anos com uma sempre crescente carga de superstições em suas cabeças, por centenas de anos gastando toda a sua energia discutindo a tocabilidade ou intocabilidade desta ou daquela comida, com toda a humanidade esmagada por vocês pela contínua tirania das eras — o que são vocês? O que vocês estão fazendo agora? Passeando a beira-mar com livros em suas mãos — repetindo pedaços esparsos do trabalho intelectual europeu e a alma curvada para ganhar as 30 rúpias de um secretário ou, no máximo, se tornando um advogado — o topo das ambições de um jovem indiano — e todo estudante com uma ninhada completa de crianças esfomeadas tagarelando aos seus calcanhares e pedindo por pão! Não tem água suficiente no mar para afogar vocês, livros empolados, diplomas universitários e todo o resto?"

### Primeira visita ao Oeste
A sua jornada para América levou ele para China, Canadá e chegou a Chicago em julho de 1893. Mas para o seu desapontamento ele aprendeu que ninguém sem credenciais de uma organização de renome poderia ser aceito como um delegado. Ele entrou em contato com o Professor John Henry Wright da Universidade Harvard. Depois de convidá-lo a falar em Harvard e saber dele que não tinha credenciais para falar no parlamento, Wright é citado por ter dito, "Pedir a você credenciais é como pedir ao sol para expressar seu direito de brilhar nos céus". Wright então enviou uma carta para o diretor a cargo dos delegados, escrevendo, "Aqui está um homem que é mais versado do que todos os nossos versados professores colocados juntos". Sobre o professor, Vivekananda ele mesmo escreveu "Ele incitou a mim a necessidade de ir ao Parlamento das Religiões, o qual, ele pensou, poderia dar uma introdução à nação".

#### Parlamento das Religiões do Mundo

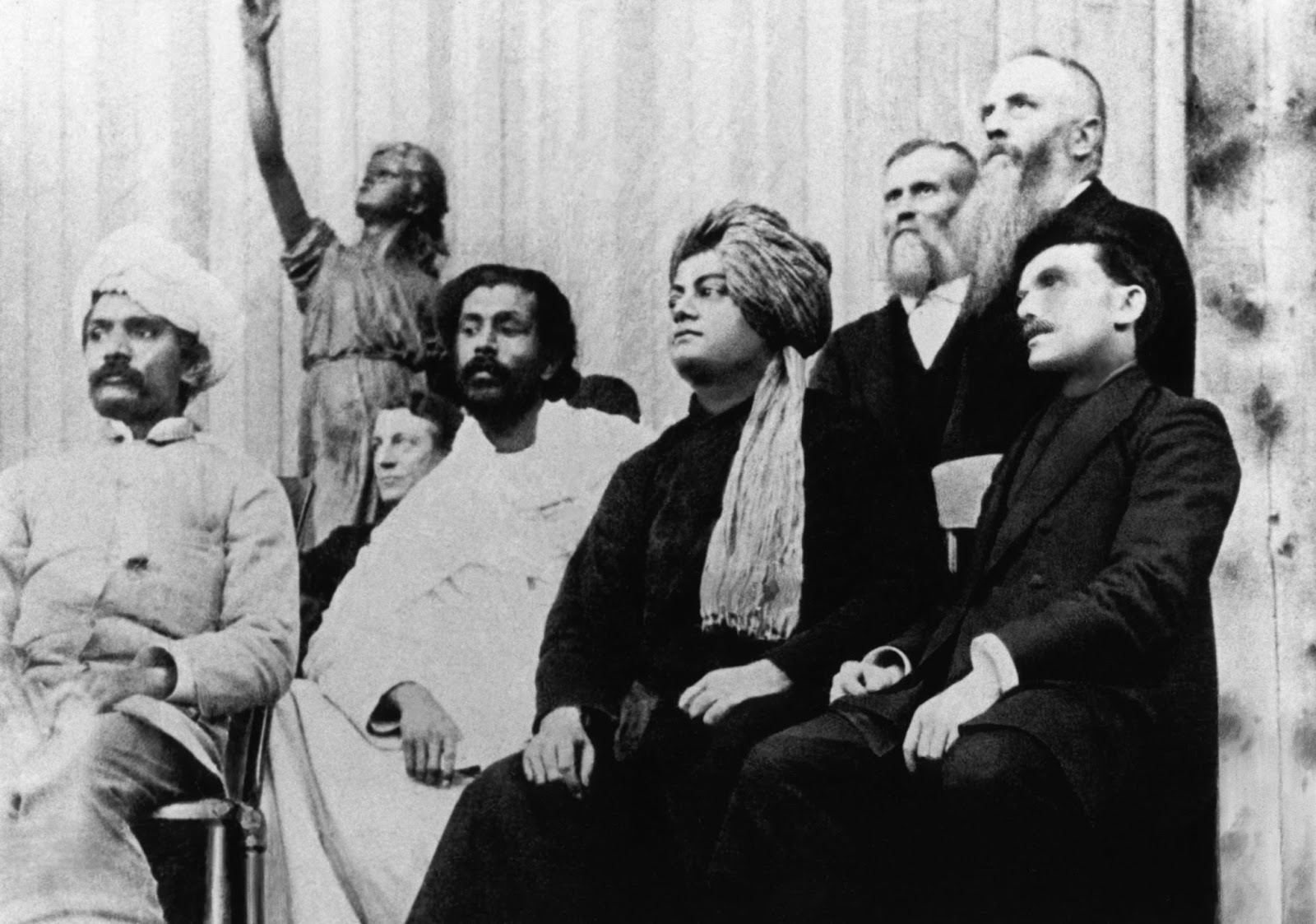
Swami Vivekananda no Parlamento das Religiões do Mundo.

O Parlamento das Religiões teve sua abertura no dia 11 de setembro de 1893 no Art Institute of Chicago (Instituto de Arte de Chicago). Nesse dia Vivekananda fez a sua primeira e curta fala. Ele representou a Índia e o Hinduísmo. Apesar de inicialmente nervoso, ele se curvou a Saraswati, a deusa da Sabedoria, e começou sua fala com "Irmãs e irmãos da America!". Com estas palavras ele foi ovacionado de pé por uma plateia de sete mil pessoas, por dois minutos. Quando o silêncio foi restaurado ele iniciou o seus discursos. Ele saudou a mais jovem das nações em nome da "mais antiga ordem de monges do mundo, a ordem Védica dos sannyasins, uma religião que ensinou o mundo ambos, tolerância e aceitação universal". E ele citou duas passagens ilustrativas a este respeito presentes no Bhagad Gita — "Assim como diferentes correntes tendo suas fontes em diferentes locais, todas misturam suas águas no mar, do mesmo modo, Ó Senhor, os diferentes caminhos que o homem toma, devido a diferentes tendências, diversos, mesmo que pareçam tortos ou diretos, todos levam a Ti". E "Quem quer que venha a Mim, por qualquer forma que seja, Eu chego a ele; todos os homens estão se esforçando através de caminhos que no final levam a Mim". Apesar de ter sido um discurso curto, ressoou no espírito do Parlamento e em seu senso de universalidade.
Dr. Barrows, o presidente do Parlamento disse, "Índia, a Mãe das religiões foi representada por Swami Vivekananda, o monge laranja que exerceu a mais admirável influência sobre seus ouvintes". Ele atraiu uma vasta atenção na imprensa, o que lhe rendeu o título de "O monge ciclônico da Índia". O New York Critique escreveu, "Ele é um orador por direito divino, e sua forte, inteligente face, em sua pitoresca moldura amarela e laranja quase não foi menos interessante que suas sinceras e firmes palavras, e a rica, rítmica expressão vocal que deu a elas". O New York Herald escreveu, "Vivekananda é indubitavelmente a maior figura no Parlamento das Religiões. Depois de ouvi-lo nós sentimos quão tolo é mandar missionários para esta sábia nação". Os jornais norte-americanos reputaram Swami Vivekananda como "A maior figura do Parlamento das Religiões" e "O mais popular e influente homem no parlamento". Ele falou diversas outras vezes no Parlamento em tópicos relacionados ao Hinduísmo e ao Budismo. O parlamento teve seu fim em 27 de setembro de 1893. Todos os seus discursos no Parlamento tinham um tema em comum — a universalidade- e enfatizavam a tolerância religiosa.

#### Viagens de palestras nos EUA e Inglaterra
“Eu não vim”, disse Swamiji em certa ocasião nos EUA, “para converter vocês a uma nova crença. Eu quero que vocês mantenham suas próprias crenças; eu quero fazer com que o Metodista se torne um melhor Metodista; o Presbiteriano, um melhor Presbiteriano; o Unitariano um melhor Unitariano. Eu quero ensinar vocês a viver a verdade, a revelar a luz dentro de sua própria alma.”

Depois do Parlamento das Religiões Vivekananda gastou aproximadamente dois anos dando palestras em várias partes nas regiões Leste e central dos Estados Unidos, aparecendo, sobretudo, em Chicago, Detroit, Boston e Nova York. Pela primavera de 1895, ele estava fatigado e com uma saúde debilitada devido ao seu contínuo empenho. Depois de suspender seu ciclo de palestras ao redor do país, o Swami começou a dar aulas abertas e privadas sobre Vedanta e Yoga. Em junho de 1895, por dois meses ele conduziu aulas privadas para uma dúzia de seus discípulos em Thousand Island Park. Vivekananda considerou isso como a parte mais feliz de sua visita à América. Mais tarde ele fundou a "Vedanta Society of New York" (Sociedade Vedanta de Nova York). Durante a sua primeira visita para a América, ele viajou para Inglaterra duas vezes — em 1895 e em 1896. 
Suas palestras foram exitosas lá. Foi lá que conheceu a senhora Margaret Noble, uma dama irlandesa que, mais tarde se tornou a Sister Nivedita. Durante a sua segunda visita, em maio de 1896, enquanto morava em uma casa em Pimlico, o Swami conheceu Max Müller, um renomado indólogo, na Universidade de Oxford, que escreveu a primeira biografia de Ramakrishna no Ocidente. Da Inglaterra, ele também visitou outros países europeus. Na Alemanha ele conheceu Paul Deussen, um outro indólogo famoso. Ele também recebeu duas ofertas acadêmicas, a cadeira de filosofia oriental na Universidade de Harvard e uma posição similar na Universidade de Columbia. Ele declinou a ambas, dizendo que, como um monge errante, ele não poderia ficar estabelecido em um trabalho do tipo. Ele atraiu diversos seguidores sinceros. Entre seus seguidores estavam, Josephine MacLeod, Senhorita Müller, Senhorita Noble, E.t. Sturdy, Capitão e Senhora Sevier — que tiveram um importante papel na fundação do Advaita Ashrama, e J.J. Goodwin — que se tornou seu taquígrafo e registrou seus ensinamentos e palestras. A família Hale se tornou um de seus mais calorosos anfitriões na América.
Seus discípulos — Madame Louise, uma mulher francesa, tornou-se Swami Abhayananda, e o Senhor Leon Landsberg, se tornou Swami Kripananda. Ele iniciou diversos outros seguidores em Brahmacharya. As ideias de Swami Vivekananda foram admiradas por diversos escolares e famosos pensadores — William James, Josiah Royce, C. C. Everett, reitor da Universidade da Harvard School of Divinity (Faculdade da Divindade, de Harvard), Robert G. Ingersoll, Nikola Tesla, Lorde Kelvin e o professor Hermann Ludwig Ferdinand Von Helmholtz. Outras personalidades que foram atraídas por seus pensamentos foram Harriet Monroe e Ella Wheeler Wilcox — dois famosos poetas Norte-Americanos, o professor William James da Universidade de Harvard; Dr. Lewis G. Janes, presidente da “Brooklyn Ethical Association”; Sara C. Bull, Esposa de Ole Bull, o violonista norueguês; Sarah Bernhardt, a atriz francesa e Madame Emma Calvé, a cantora francesa de ópera. Do Ocidente, ele também colocou o seu trabalho na Índia em movimento. Vivekananda escreveu uma corrente de cartas para Índia, dando conselhos e enviando dinheiro para seus seguidores e irmãos monges. Suas cartas vindas do Ocidente naqueles dias estabeleceram a sua campanha para o serviço social.
Ele constantemente tentou inspirar seus discípulos íntimos na Índia a fazer algo grande. Suas cartas a eles contêm algumas de suas mais fortes palavras. Em uma destas cartas, ele escreveu ao Swami Akhandananda, seu irmão monge: "Vá de porta a porta entre os pobres e classes mais baixas da cidade de Khetri e ensine a eles religião. Também permita que eles tenham lições orais em geografia e outros assuntos do tipo. Nada bom virá em ficar sentado à toa e tendo pratos principescos, e dizendo ‘Ramakrishna, Óh Senhor’ exceto se você puder fazer algo bom aos pobres". Em 1895 o periódico chamado Brahmavadin foi iniciado em Madras, com o dinheiro suprido por Vivekananda para o propósito de ensinar a Vedanta. Logo após, a tradução de Vivekananda dos primeiros seis capítulos de "A Imitação de Cristo", que havia sido completada em 1889, foi publicada no periódico. Vivekananda partiu da América para a Índia no dia 16 de dezembro de 1896, saindo da Inglaterra com seus discípulos, Capitão e Senhora Sevier, e J.J. Goodwin. No caminho eles visitaram a França, Itália, vendo o quadro "A Última Ceia", de Leonardo da Vinci, e partiram para a Índia do Porto de Nápoles em 30 de dezembro de 1896. Mais tarde, ele foi seguido à Índia pela Senhorita Müller e por Sister Nivedita. Sister Nivedita devotou o resto de sua vida à educação das mulheres indianas e pela independência da Índia.

### De volta à Índia

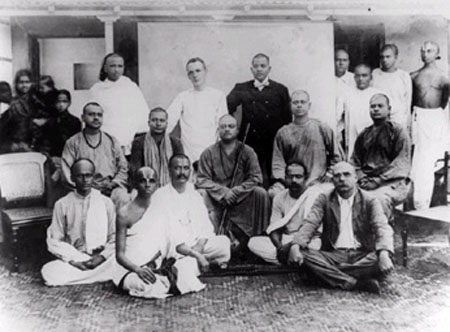
Swami Vivekananda em Chennai (1897).

#### De Colombo a Almora
Vivekananda chegou a Colombo em 15 de janeiro de 1897 e recebeu uma estática recepção. Lá ele fez o seu primeiro discursos no Oriente, India, the Holy Land (Índia, a terra Sagrada). Deste momento em diante, sua jornada para Calcutá foi de um progresso triunfante. Ele viajou de Colombo a Pamban, Rameshawaram, Ramnad, Madurai, Kumbakonam e Madras proferindo palestras. O povo e os Rajas deram a ele uma entusiástica recepção. Na procissão em Pamban, o Raja de Ramnad puxou pessoalmente a carruagem de Swamiji. No caminho para Madras, em diversos locais onde o trem não parava, as pessoas se agachavam nos trilhos e só permitiam que o trem continuasse depois de ouvir o Swami.
De Madras, ele continuou sua jornada para Calcutá e deu continuidade às suas palestras até chegar em Almora. Enquanto no Ocidente falou da grande herança espiritual da Índia, no seu retorno à sua terra mãe, o refrão de suas Palestras de Colombo a Almora foi a elevação das massas, erradicação do vírus das castas, promoção do estudo da ciência, industrialização do país, remoção da pobreza, o fim da regulamentação colonial. Essas conferências foram publicadas como ‘Lectures from Colombo to Almora’ (Palestras de Colombo a Almora) e são consideradas de fervor nacionalista e ideologia espiritual. Suas falas tiveram uma tremenda influência nos líderes indianos, incluindo Mahatma Gandhi, Bipin Chandra Pal e Balgangadhar Tilak.

## Fundação da Ordem e Missão Ramakrishna

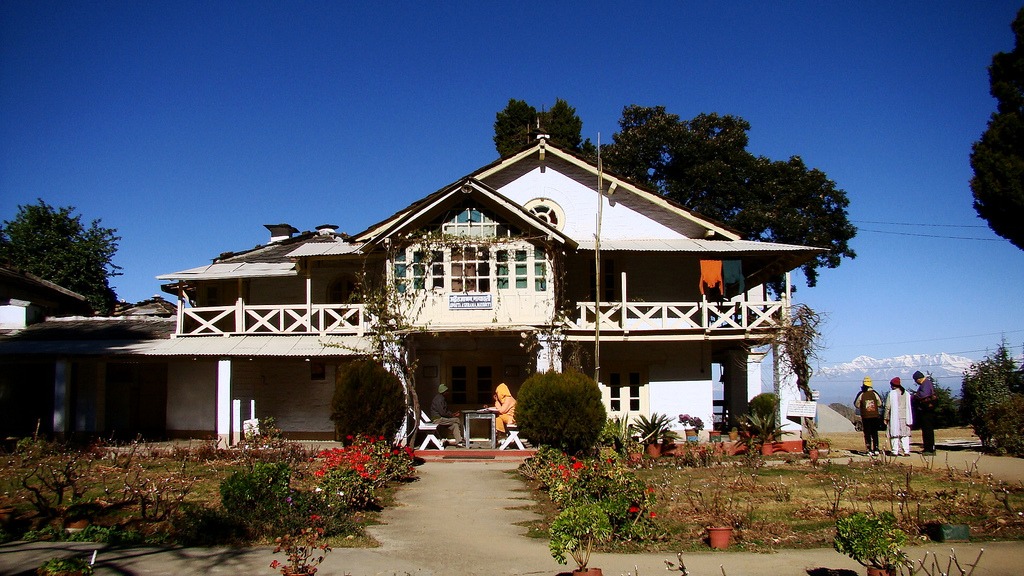
Advaita Ashrama, Mayavati, um ramo da Ordem Ramakrishna, fundado em 19 março de 1899, publicando, mais tarde, uma série de trabalhos de Swami Vivekananda.

No dia 1 de maio de 1897, em Calcutá, Vivekananda fundou a "Ordem Ramakrishna" — o órgão para propagar religião — e a Missão Ramakrishna, o órgão para o serviço social. Este foi o começo de um organizado movimento sócio-religioso, que tem contribuído, sobretudo na Índia, para ajudar as massas por meio de educação, cultura, trabalhos médicos e assistenciais. Os ideais de Missão Ramakrishna são baseados em Karma Yoga. Dois monastérios foram fundados por ele, um em Belur, próximo a Calcutá, que se tornou a sede da Ordem e Missão Ramakrishna. Outro em Mayavati, nos Himalayas, próximo a Almora, conhecido como Advaita Ashrama; o terceiro monastério foi estabelecido em Madras. Dois jornais foram iniciados, Prabuddha Bharata, em inglês, e Udbhodan, em bengali. No mesmo ano, o trabalho de assistência contra a escassez foi iniciado pelo Swami Akhandananda no distrito de Murshidabad.
Vivekananda havia inspirado Sir Jamshetji Tata a iniciar uma instituição de pesquisa e educação quando eles viajaram juntos de Yokohama a Chicago, na primeira visita do Swami ao Ocidente, em 1893. Nesta época, o Swami recebeu uma carta de Tata, pedindo a ele para dirigir o Research Institute of Science (Instituto de Pesquisas de Ciência) que Tata havia fundado. Mas Vivekananda não aceitou a oferta, dizendo que isto conflitava com seus interesses espirituais. Ele, mais tarde visitou o Punjab ocidental com a missão de estabelecer a harmonia entre o Arya Samaj, que sustentava a ideia de um Hinduismo reinterpretado e os Sanatanaists, que defendiam um Hinduísmo ortodoxo. Em Rawalpindi, ele sugeriu métodos para erradicar o antagonismo entre os membros do Arya Samaj e os muçulmanos. Sua visita a Lahore é memorável por conta de suas famosas palestras e sua inspiradora associação com Tirtha Ram Goswami, então um brilhante professor de matemática, que mais tarde abraçou a vida monástica como Swami Rama Tirtha e pregou Vedanta na Índia e América. Ele também visitou outros locais, incluindo Delhi e Ketri e retornou a Calcutá em janeiro de 1896. Ele gastou depois alguns meses consolidando o trabalho da Ordem e treinando discípulos. Durante esse período ele compôs a famosa canção do Arati, Khandana Bhava Bandhana, durante o evento da consagração do templo de Ramakrishna na casa de devotos.

### Segunda Visita ao Oeste
Ele novamente embarcou para o Ocidente em junho de 1899, em um momento em que sua saúde estava piorando. Ele foi acompanhado por Sister Nivedita e por Swami Turiyananda. Ele gastou um tempo curto na Inglaterra e, então, foi para a América. Ao longo desta visita, ele fundou as Vedanta Societies (Sociedades de Vedanta) em São Francisco e em Nova York. Ele também fundou o “Shanti Ashrama” na Califórnia, com o generoso apoio de uma propriedade de 65 hectares (0.65 km²) doada por um devoto norte-americano. Mais tarde ele participou do Congresso das Religiões, em Paris, em 1900. Os discursos dados em Paris são memoráveis pelo conhecimento que Vivekananda demonstrou relacionados à adoração do Linga e a autenticidade do Bhagavad Gita. De París ele fez curtas visitas a Brittany, Viena, Istambul, Atenas e Egito. Na maior parte deste período, ele foi hóspede de Jules Bois, o famoso pensador. Ele deixou Paris no dia 24 de outubro de 1900 e chegou a Belur Math em 9 de dezembro do mesmo ano.

### Últimos Anos

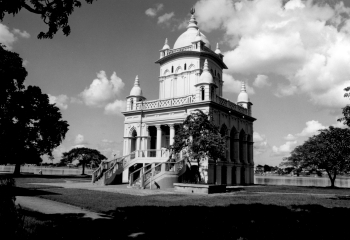
Swami Vivekananda Temple em Belur Math, no local em que ele foi cremado.

Vivekananda passou alguns de seus dias no Advaita Ashrama, em Mayavati e, mais tarde, em Belur Math. Deste momento em diante ele ficou em Belur Math, guiando o trabalho da Ordem e Missão Ramakrishna e o trabalho na Inglaterra e America. Milhares de visitantes vieram a ele nesses dias, incluindo o Maharaja de Gwalior e, em dezembro de 1901, os homens fortes do Congresso Nacional da Índia, incluindo Lokamanya Tilak. Nesse mesmo mês ele foi convidado a participar do Congresso das Religiões no Japão. No entanto, sua saúde debilitada tornou isso impossível. Ele fez peregrinações a Bodhgaya e Varanasi em uma data próxima aos últimos dias de seu corpo. Suas viagens, agitados compromissos que incluíam conferências, discussões privadas e correspondências prejudicaram sua saúde física. Ela estava com asma, diabetes e outras indisposições físicas.
Poucos dias antes da morte de seu corpo, ele foi visto estudando o almanaque. Três dias antes de sua morte ele apontou o local para sua cremação — um local em que, posteriormente, foi construído um templo em sua memória. Ele comentou a diversas pessoas que não chegaria aos quarenta anos. No dia de sua morte, ele ensinou Shukla-Yajur-Veda para alguns de seus pupilos, de manhã, em Belur Math. Ele teve uma caminhada com Swami Premananda, um irmão-discípulo e deu a ele instruções para o futuro da Ordem Ramakrishna. Vivekananda morreu às 21h10 do dia 4 de julho de 1902, enquanto estava meditando. De acordo com seus discípulos, isso foi o seu Mahasamadhi. Mais tarde seus discípulos lembraram que havia um pouco de sangue nas suas narinas, próximo à boca e nos seus olhos. Os médicos apontaram que isto teria sido causado pela ruptura de um vaso sanguíneo no cérebro, mas não puderam encontrar a causa real da morte. De acordo com discípulos, Brahmarandhra — a abertura na coroa da cabeça — deve ter sido rompida quando ele atingiu o Mahasamadhi. Vivekananda havia deste modo cumprido sua própria profecia de não viver até os 40 anos de idade.

## Ensinamentos e Filosofia
Swami Vivekananda acreditava que a essência do Hinduísmo seria melhor expressa na filosofia da Vedanta, baseada na interpretação de Adi Shankara. Ele resumiu os ensinamentos da Vedanta da seguinte maneira.
- Toda alma é potencialmente divina.[112]
- A meta é manifestar esta Divindade interior por meio do controle da natureza, externa e interna.[112]
- Faça isso tanto por meio do trabalho, quanto adoração, controle psíquico, ou filosofia (Karma Yoga, Bhakti Yoga, Raja Yoga e Jnana Yoga, respectivamente) — por um, ou mais, ou por todos estes meios — e seja livre.[112]
- Isso é a totalidade da religião. Doutrinas, ou dogmas, ou rituais, ou livros, ou templos, ou formas, não são se não detalhes secundários.[112]
- Enquanto um único cachorro em meu país está sem comida, toda a minha religião é alimentá-lo e servi-lo; qualquer coisa excluindo isso é irreligioso.
- Levante, desperte e não pare até atingir a meta.
- Educação é a manifestação da perfeição já existente no homem.
- Servir ao homem é servir a Deus.

Para Vivekananda, um importante ensinamento que Ramakrishna havia lhe dado é "Jiva é Shiva" (cada indivíduo é a própria divindade). Esse se tornou seu Mantra, e ele cunhou o conceito de daridra narayana seva — o serviço a Deus nos, e por meio dos, seres humanos (pobres). "Se verdadeiramente existe a unidade de Brahman subjacente a todos os fenômenos, então, com que base nós nos consideramos como melhores ou piores, ou mesmo como em melhor situação, do que outros?" — Essa foi a questão que ele propôs a si mesmo. Por fim concluiu que estas distinções se desvanecem nulas dentro da luz da unidade que o devoto experimenta em Moksha, a libertação. O que surge, então, é a compaixão para com aqueles "indivíduos" que permanecem inconscientes desta unidade e uma determinação de ajudá-los.

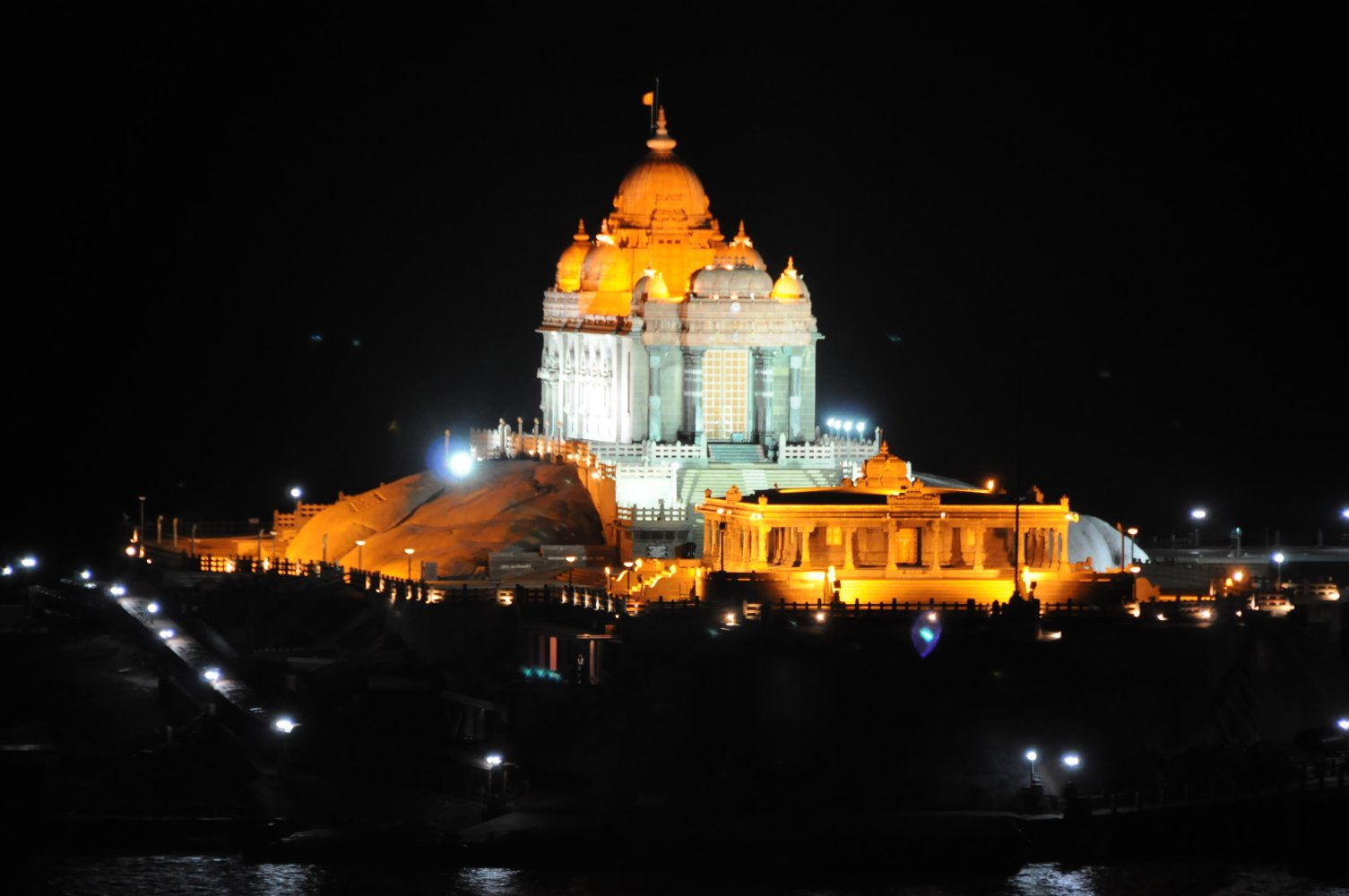
Vivekananda Rock Memorial à noite, Kanyakumari, Tamil Nadu

Swami Vivekananda pertencia ao ramo da Vedanta que sustentava que ninguém pode ser verdadeiramente livre até que todos nós sejamos. Mesmo o desejo de salvação pessoal deve ser deixado e apenas um incansável trabalho para a libertação de outros é a verdadeira marca de uma pessoa iluminada. Ele fundou a Ordem e Missão Ramakrishna no princípio de "Amano MoksharthamJagat-hitaya cha" (आत्मनॊ मोक्षार्थम् जगद्धिताय च) (para a própria salvação e para o bem-estar do mundo).
Vivekananda alertou seus seguidores para que tivessem uma vida santa, não egoísta e para que tivessem shraddha (fé). Ele encorajou a prática do Brahmacharya (celibato). Em uma das conversas com seu amigo de infância, Priya Nath Sinha, ele atribui sua força física e mental, e sua eloquência à prática do Brahmacharya. Vivekananda não defendia as emergentes áreas da parapsicologia e da astrologia (um exemplo pode ser encontrado na sua palestra “Man, the Maker of his Destiny”, “Complelte-Works, Volume 8, Notes Fo Class Talks and Lectures”), dizendo que, pelo contrário, esta forma de curiosidade não ajuda no progresso espiritual, mas, na verdade esconde isso.

## Influência

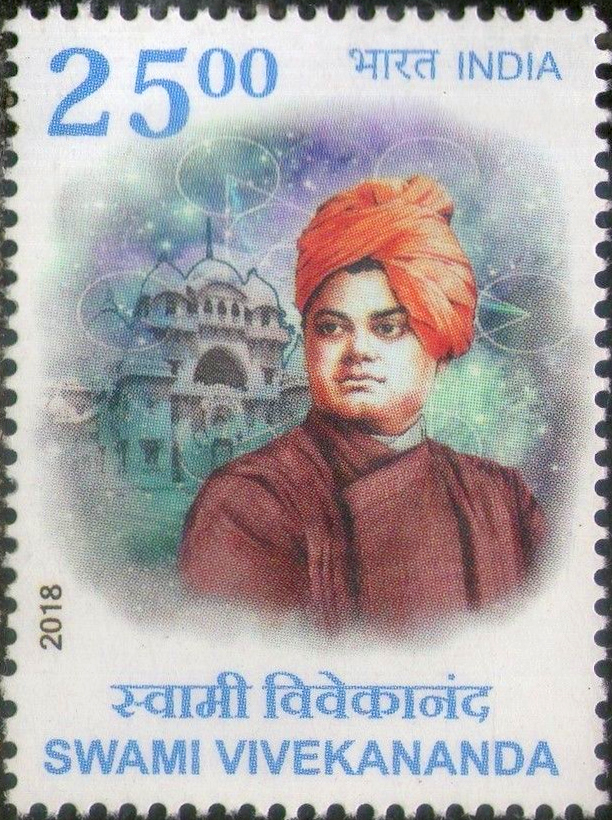
Selo indiano de 2018 em homenagem a Swami Vivekananda.

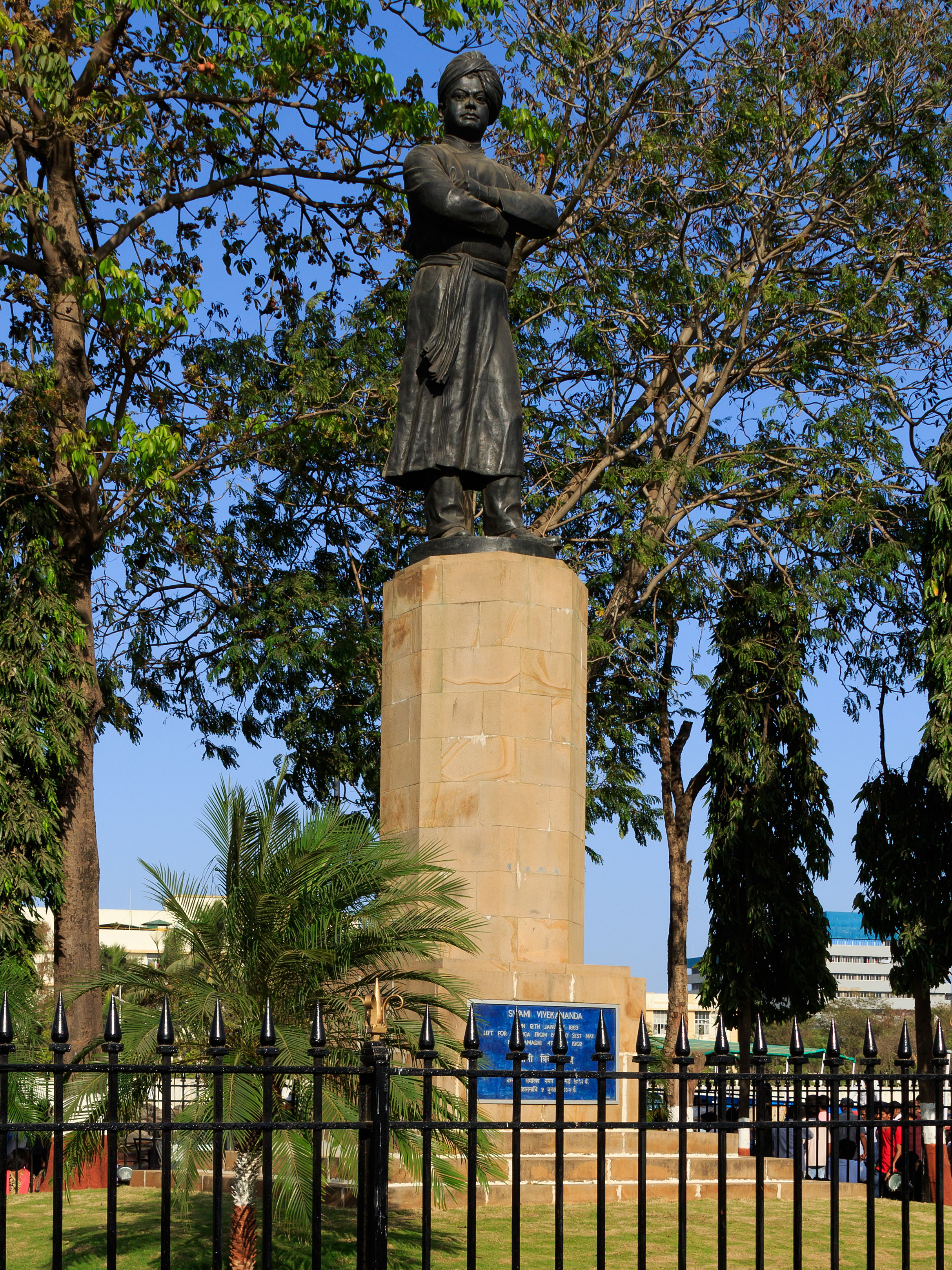
Estátua de Swami Vivekananda próxima.

Diversos líderes da Índia do século XX e filósofos reconheceram a influência de Vivekananda. O primeiro governador-geral da Índia independente, Chakravarti Rajagopalachari, certa vez observou que "Vivekananda salvou o Hinduísmo, salvou a Índia". De acordo com o grande líder revolucionário, Subhas Chandra Bose, Vivekananda "é o autor da nova Índia" e, para Gandhi, a influência de Vivekananda tornou seu "amor por este país mil vezes maior". Anna Hazare, o líder Indiano que está ficando conhecido pelo mundo, tem Vivekananda como a principal influência em sua vida. Completou um jejum de 12 dias contra a corrupção que afirma-se estar ocorrendo na Índia. Em 1965, quando era membro do exército e participava da guerra entre Índia e Paquistão, seu veículo foi atingido por forte ataque aéreo e teve Anna como o único sobrevivente. Diversas questões sobre a morte e sobre a vida espiritual surgiram em sua mente. Em um momento em que esta pensando em se suicidar, teve acesso a um pequeno livro de Vivekananda. Nesse, lhe marcou muito a ideia de que servir ao pobre é servir a Deus. Ele credita o livro por ter-lhe dado esta mentalidade e última realização e considera o grande Swami como a luz guia de sua vida.
O Dia Nacional da Juventude na Índia é realizado no dia do aniversário do Swami, 12 de janeiro, para comemorar este grande líder e trazer o seus ensinamentos para a juventude. Esse foi um gesto bastante apropriado levando em conta os seus escritos que trataram da juventude indiana e como esta deveria se esforçar para seus valores antigos enquanto participavam totalmente do mundo moderno, segundo o site do governo indiano.
Desde de o ano de 1984, a Índia celebra o dia 12 de janeiro como o "Dia Nacional da Juventude" (National Youth Day) porque, neste dia, no ano de 1863, uma fábrica de homens nasceu. Ele era conhecido como o grande filósofo, uma inspiração para a juventude, a corporificarão da cultura e inteligência indiana "Sri Swami Vivekananda, o grande guru espiritual" da Índia. Ele se ergue como um modelo completo por gerações, em vários temas. O caminho tomado por santos filósofos, para lidar uma vida verdadeira e pura é raramente seguido pela sociedade materialista de hoje. Swami Vivekananda inspirou muitos jovens, incluindo grandes líderes, como Nethaji Subash Chandra Bose por meio de seus trabalhos. Seus trabalhos e seu conhecimento são um ideal e inspiração à juventude para atingir coisas maiores na vida".
Vivekananda é largamente considerado como alguém que inspirou o movimento de luta pela independência da Índia. Seus escritos inspiraram toda uma geração de pessoas que lutaram por esta libertação como o próprio Subhash Chandra Bose, Aurobindo Ghose e Bagha Jatin. Vivekananda foi o irmão de Bhupendranath Dutta, revolucionário que lutou pela libertação. Subhash Chandra Bose, que foi uma das mais proeminentes figuras no movimento de independência da Índia disse também: "Eu não posso escrever sobre Vivekananda sem entrar em êxtase. Poucos, de fato, puderam compreendê-lo ou sondá-lo, mesmo entre os que tiveram o privilégio de se tornar íntimos com ele. Sua personalidade era rica, profunda e complexa… Indiferente em seu sacrifício, incessante em sua atividade, ilimitado em seu amor, profundo e versátil em sua sabedoria, exuberante em suas emoções, inclemente em seus ataques, mas, ainda assim, simples como uma criança, ele era uma rara personalidade neste mundo nosso".
Aurobindo Ghosh, que considerou Vivekananda como seu mentor espiritual, afirmou: "Vivekananda foi uma alma de poder, se algum dia existiu uma, um leão mesmo, entre os homens, mas o trabalho definitivo que ele deixou para trás é incomensurável em comparação com nossas impressões de seu poder criativo e energia. Nós percebemos suas influência ainda trabalhando de modo gigantesco, nós não sabemos bem como, nós não sabemos bem onde, em algo que ainda não está formado, algo leonino, grandioso, intuitivo, capaz de causar uma violenta elevação, que entrou na alma da Índia e nós dizemos, ‘Olhe, Vivekananda ainda vive na alma de sua Mãe e alma de suas crianças.’"
O francês Romain Rolland, laureado prêmio Nobel de literatura, escreveu "Suas palavras são grande música; as frases guardam o estilo de Beethoven; seus excitantes ritmos são como os coros da marcha de Händel. Eu não posso tocar estes seus dizeres, dispersos como estão nas páginas de livros, a uma distância de trinta anos, sem receber uma forte vibração por todo o meu corpo, como um choque elétrico. E que choques, que arrebatamentos devem ter sido produzidos quando, em palavras flamejantes, eles emergiram da boca de um herói."
Vivekananda inspirou Jamshedji Tata para estabelecer o Instituto Indiano de Ciências, uma das instituições mais finas da Índia. No exterior, ele teve algumas interações com Max Müller. O cientista Nikola Tesla foi uma daquelas pessoas influenciadas pelos ensinamentos da filosofia Védica de Swami Vivekananda.
Uma das suas discípulas mais próximas foi a alemã Christina Greenstidel (1866-1930), conhecida na India como Sister Christine, que continuou fielmente o trabalho de Sister Nivedita.
Acima de tudo, Swami Vivekananda ajudou a restaurar um senso de orgulho entre os hindús, apresentando o milenar conhecimento da Índia, em sua forma mais pura para uma platéia ocidental, livre da propaganda espalhada pelos administradores coloniais britânicos, segundo a qual o Hinduísmo seria uma fé misógina, idólatra e opressora de castas. De fato, sua vinda ao Ocidente iria assentar o caminho para os subsequentes professores de religião da Índia para que deixassem suas próprias marcas no mundo, assim como introduzir solenemente a entrada de hindús com suas tradições religiosas no mundo ocidental.
As ideias do Swami tiveram grande influência na juventude indiana. Em muitos institutos, estudantes se uniram formando organizações que objetivavam promover discussões de ideias espirituais e a prática de tão altos princípios. Muitas destas organizações adotaram seu nome. Um destes grupos ainda existe em IIT Madras — Indian Institute of Technology Madras (Instituto Indiano de Tecnologia, de Madras) — e é popularmente conhecido como Vivekananda Study Circle (Círculo de estudos Vivekananda). Outro existe em IIT Kanpur com o nome Vivekananda Samiti. Adicionalmente, as ideias de Swami Vivekananda e seus ensinamentos fluíram em direção ao globo, sendo praticadas em instituições por todo o mundo.
Mahatma Gandhi disse: "Os escritos de Swami Vivekananda não precisam ser introduzidos por ninguém. Eles fazem seu próprio apelo irresistível". Em Belur Math, Gandhi foi ouvido dizer que toda a sua vida foi um esforço para trazer para a ação as ideias de Vivekananda. Muitos anos depois da morte de Vivekananda, Rabindranath Tagore — poeta indiano e o primeiro fora da Europa a receber o Prêmio Nobel de Literatura — disse a Romain Rolland: "se você quer conhecer a Índia, estude Vivekananda. Nele tudo é positivo, não há nada de negativo". Em 11 de novembro de 1955, uma seção da Michigan Avenue (Avenida de Michigan), uma da mais proeminentes ruas em Chicago, foi formalmente renomeada Swami Vivekanada Way (Via Swami Vivekananda).

### Vivekananda e Rabindranath Tagore
Apesar de não haver nenhuma referência a Vivekananda em nenhum artigo de Rabindranath Tagore, o poeta disse a Romain Rolland: "Se você quiser conhecer a Índia, leia Vivekananda, nele, tudo é positivo e nada é negativo". Percebe-se assim a estima que Tagore tinha por Vedanta Kesari. A respeito do guru de Vivekananda, Sri Ramakrishna, Tagore escreveu um poema: "Ao Paramahamsa Ramakrishna Deva". "Diversos cursos de adoração, de variadas fontes de preenchimento, foram unidos em sua meditação. A múltipla revelação da alegria do infinito deu forma a um santuário de unidade em sua vida, para onde, de longe e de perto, chegam saudações, entre as quais eu junto a minha própria".
Tagore foi o principal convidado na celebração do centenário de nascimento de Ramakrishna pela Missão Ramakrishna. Ao longo do Parlamento das Religiões de 1937, que foi realizado na Missão Ramakrishna em Calcutá, Tagore reconheceu Ramakrishna, cujo centenário de nascimento estava sendo celebrado, como um grande santo porque "a vastidão de seu espírito não podia compreender o aparente antagonismo entre diferentes métodos de sadhana, e por causa da simplicidade de sua alma, envergonha por todo o tempo a pompa e pedantismo de pontífices e pundits".

## Vivekananda e Ciência
No seu livro Raja Yoga, Vivekananda explora visões tradicionais a respeito do sobrenatural e a crença de que a prática de Raja Yoga pode conferir poderes psíquicos como `ler pensamento de outros`, ’controlar todas as forças da natureza`, se tornar `praticamente todo conhecedor`, `viver sem respirar`, `controle do corpo de outros` e levitação. Ele também explica conceitos tradicionais do oriente, como kundalini e centros de energia espiritual (chakras). No entanto, Vivekananda toma um ponto de vista cético e, no mesmo livro aponta: "Não é um sinal de uma mente científica e imparcial jogar fora qualquer coisa sem uma própria investigação. Cientistas superficiais, inaptos a explicar vários fenômenos mentais extraordinários, lutam por ignorar a sua própria existência". Ele, mais adiante na introdução do livro, diz que aquele que assim intenta, deveria tomar as práticas e verificar estas coisas por si mesmo, e que não deveria haver crença cega. "O pouco eu sei eu vou dizer a vocês. Até onde a minha razão chega eu vou fazê-lo, mas para aquilo que eu não conheço, eu vou simplesmente lhes dizer o que os livros dizem. É errado acreditar cegamente. Você deve exercitar sua própria razão e julgamento; você deve praticar e ver se estas coisas acontecem ou não. Da mesmo forma que você pegaria qualquer outra ciência, exatamente do mesmo modo você deve pegar esta ciência para estudar".
Vivekananda (1885) rejeitou a teoria do éter antes de Einstein (1905), defendendo que esta não era capaz de explicar o espaço. Em uma de suas falas no Parlamento Mundial das Religiões (1893), Vivekananda também aludiu à etapa final da física: "Ciência não é nada a não ser a descoberta da unidade. Tão logo quanto a ciência chegue à perfeita unidade, esta iria interromper com progressos futuros, porque chegaria ao seu objetivo. Assim, a química não poderia progredir mais quando descobrisse um elemento a partir do qual todos os outros poderiam ser feitos. A física pararia quando se tornasse apta a preencher seus serviços em descobrir uma energia da qual as outras não são se não manifestações (…) Toda a ciência esta compelida a chegar a esta conclusão a longo prazo. Manifestação, e não criação, é a palavra da ciência hoje, e o hindú fica feliz porque o que ele tem apreciado em seu âmago por eras está caminhando para ser ensinado em uma linguagem mais convincente, e com a luz adicional das últimas conclusões da ciência".

## Trivialidades
Swami Vivekananda foi o primeiro indiano a ser convidado para aceitar a cadeira de Filosofia Oriental na Harvard — A India celebra o dia Nacional da Juventude no seu aniversário, dia 12 de janeiro, todos o anos — Em 1963, na ocasião da Celebração do Centenário do Swami Vivekananda, a Índia recebeu um grande memorial de pedra, em Kanyakumari, o Vivekananda Rock Memorial. Todos os anos, milhões de pessoas de todo o mundo visitam o local. O Senhor Eknath Ranade foi a pessoa responsável por erigir este memorial. Ele também fundou a Vivekananda Kendra, uma organização voluntários não monásticos que trabalha para preencher os sonhos de Vivekananda.

## Trabalhos
Vivekananda deixou um corpo de trabalhos filosóficos (que estão compilados nas suas obras completas, sem edição em língua portuguesa). Seus livros sobre os quatro Yogas — Raja Yoga, Karma Yoga, Bhakti Yoga e Jnana Yoga — (compilados a partir de palestras dadas ao redor do mundo) são bastante influentes e vistos como textos fundamentais a qualquer um interessado na prática hindú do Yoga. Suas cartas são de grande valor literário e espiritual. Ele foi também considerado um ótimo cantor e poeta. Pouco antes de morrer ele compôs muitas canções, incluindo a sua favorita, Kali the Mother (Kali, a Mãe). Ele usava seu senso de humor para dar seus ensinamentos e era também um excelente cozinheiro. Em português há algumas obras publicadas com ensinamentos e ou a vida do Swami. Entres estas, "O que é Religião", "Vivekananda, O professor Mundial" e "Karma Yoga".

## Nota
- Este artigo foi inicialmente traduzido, total ou parcialmente, do artigo da Wikipédia em inglês cujo título é «Swami Vivekananda», especificamente desta versão.